# 普新鄉
普新鄉（普新公社），是中華人民共和國四川省鄰水縣曾经下辖的一个乡，存在至1973年。

## 沿革[1]
- 1949年12月，柑子區人民政府即建立了普新鄉公所。1953年4月24日，普新鄉公所改稱普新鄉人民政府。1956年1月16日，普新鄉人民政府改稱普新鄉人民委員會。 1958年9月22日，普新鄉人委改稱普新人民公社。1960年3月22日，普新人民公社撤銷，建立太和人民公社，1967年1月9日，再次更名為普新人民公社。1967年3月．成立普新人民公社生產辦公室．負責公社日常工作。1968年9月26日，經縣人武部黨委批准，普新人民公社革命委員會成立。1973年5月12日經地革委批准，普新人民公社革委會改稱太和人民公社革命委員會。